# ماهره خان
ماهره حفیظ خان (به انگلیسی: Mahira Khan) (زاده ۲۱ دسامبر ۱۹۸۴) یک بازیگر زن پاکستانی است. وی در پاکستان به عنوان یک هنرمند مردمی به شمار می‌آید و دارای چند جایزه از این کشور است.
از فیلم‌های معروف او می‌توان به بازی در فیلم رئیس اشاره کرد.

## اوایل زندگی و پس زمینه
خان از یک پدر و مادر که به زبان اردو صحبت می‌کردند زاده شد. پدر ماهیرا، حافظ خان، پس از فروپاشی هند به همراه خانواده به پاکستان مهاجرت کرد.
او دارای یک برادر کوچکتر به نام حسن خان است که یک روزنامه‌نگار حرفه‌ای است.